# Ali ibn Ridwan
Abu'l Hassan Ali ibn Ridwan Al-Misri, أبو الحسن علي بن رضوان المصري (khoảng 988 - khoảng 1061)  là một bác sĩ, nhà chiêm tinh, nhà thiên văn học người Ả Rập gốc Ai Cập.
Ông là một nhà bình luận về y học Hy Lạp cổ đại, và đặc biệt về Galen; bình luận của ông về Galen's Ars Parva đã được dịch bởi Gerardo Cremonese. Tuy nhiên, anh được biết đến nhiều hơn khi cung cấp mô tả chi tiết nhất về siêu tân tinh hiện được gọi là SN 1006, sự kiện nổi bật nhất trong lịch sử được ghi lại, mà anh đã quan sát được vào năm 1006. Điều này đã được viết trong một bài bình luận về Tetrabiblos của Ptolemy.
Sau đó, ông được các tác giả châu Âu trích dẫn là Haly, hay Haly Abenrudian. Theo Alistair Cameron Crombie, ông cũng đóng góp cho lý thuyết cảm ứng. Ông đã tham gia vào một cuộc bút chiến nổi tiếng chống lại một bác sĩ khác, Ibn Butlan ở Baghdad.